# Перловая каша
Перло́вая ка́ша — блюдо из разваренной перловой крупы, наиболее популярно в русской кухне, известно также в кулинарных традициях карелов, коми-зырян, коми-пермяков со времён Средневековья. Считается, что была любимой кашей Петра I.
Готовят как на молоке, так и на воде. Отличается длительным приготовлением: традиционные рецепты предусматривают вымачивание в течение 10—12 часов, короткую варку на огне и дальнейшую варку на водяной бане до 6 часов. Процесс приготовления с использованием пропаренной перловой крупы значительно короче. Кроме того, существенно сокращает время приготовления перловой каши использование скороварки.
В СССР перловая каша широко использовалась в общественном питании как самостоятельное блюдо и как гарнир к мясным блюдам; из-за массовости применения в рационе солдат и заключённых относительно и каши, и перловой крупы сложился стереотип малоценного продукта.
Перловая каша содержит белки, крахмал, витамины группы В, витамин А, Е, D, железо, кальций, медь, йод, фосфор, а также большое количество лизина.